# Тест Вальда
Тест Ва́льда — статистический тест, используемый для проверки ограничений на параметры статистических моделей, оценённых на основе выборочных данных. Является одним из трёх базовых тестов проверки ограничений наряду с тестом отношения правдоподобия и тестом множителей Лагранжа. Тест является асимптотическим, то есть для достоверности выводов требуется достаточно большой объём выборки.

## Сущность и процедура теста
Пусть имеется эконометрическая модель с вектором параметров {\displaystyle b}. Необходимо проверить по выборочным данным гипотезу {\displaystyle H_{0}:~g(b)=0}, где {\displaystyle g} — совокупность (вектор) некоторых функций параметров. Идея теста заключается в том, что если нулевая гипотеза верна, то и выборочный вектор {\displaystyle g({\hat {b}})} должен быть в некотором смысле близок к нулю. Предполагается, что оценки параметров хотя бы состоятельны и асимптотически нормальны (таковы, например, оценки метода максимального правдоподобия), то есть
{\displaystyle {\sqrt {n}}({\hat {b}}-b){\xrightarrow {n\rightarrow \infty }}N(0,V)}
Отсюда, исходя из предельных теорем имеем:
{\displaystyle {\sqrt {n}}(g({\hat {b}})-g(b)){\xrightarrow {n\rightarrow \infty }}N(0,G(b)VG(b)^{T})}
где {\displaystyle G(b)={\frac {\partial g(b)}{\partial b}}} — якобиан (матрица первых производных) вектора {\displaystyle g(b)} в точке {\displaystyle b}.
Тогда
{\displaystyle (g({\hat {b}})-g(b))^{T}(G(b)V_{\hat {b}}G^{T}(b))^{-1}(g({\hat {b}})-g(b)){\xrightarrow {n\rightarrow \infty }}\chi ^{2}(q)~,~~V_{\hat {b}}=V/n}
Если выполнена нулевая гипотеза ({\displaystyle g(b)=0}), то имеем
{\displaystyle W=g({\hat {b}})^{T}(G(b)V_{\hat {b}}G^{T}(b))^{-1}g({\hat {b}}){\xrightarrow[{H_{0}}]{n\rightarrow \infty }}\chi ^{2}(q)~,~~V_{\hat {b}}=V/n}
Это и есть статистика Вальда. Поскольку ковариационная матрица {\displaystyle V}, вообще говоря, на практике неизвестна, то вместо неё используется некоторая её оценка. Также вместо неизвестных истинных значений коэффициентов {\displaystyle b} используют их оценки {\displaystyle {\hat {b}}}. Следовательно на практике мы получаем приблизительное значение {\displaystyle W}, поэтому тест Вальда асимптотический, то есть для правильных выводов нужна большая выборка.
Если эта статистика больше критического значения {\displaystyle \chi _{\alpha }^{2}(q)} при данном уровне значимости {\displaystyle \alpha }, то гипотеза об ограничениях отвергается в пользу модели без ограничений («длинная модель»). В противном случае ограничения могут иметь место, и лучше построить модель с ограничениями, называемую «короткой моделью».
Необходимо отметить, что тест Вальда чувствителен к способу формулировки нелинейных ограничений. Например, простое ограничение равенства двух коэффициентов можно сформулировать как равенство их отношения единице. Тогда результаты теста теоретически могут быть разными, несмотря на то, что гипотеза одна и та же.

## Частные случаи
Если функции {\displaystyle g} линейны, то есть проверяется гипотеза следующего вида {\displaystyle H_{0}:~Ab=a}, где {\displaystyle A} — некоторая матрица ограничений, {\displaystyle a} — некоторый вектор, то матрица {\displaystyle G(b)} в данном случае - это фиксированная матрица {\displaystyle A}. Если речь идёт о классической линейной модели регрессии, то ковариационная матрица оценок коэффициентов равна {\displaystyle V_{\hat {b}}=\sigma ^{2}(X^{T}X)^{-1}}. Поскольку дисперсия ошибок {\displaystyle \sigma ^{2}} неизвестна, то используют либо её состоятельную оценку {\displaystyle {\hat {\sigma }}^{2}=ESS/n}, либо несмещённую оценку {\displaystyle s^{2}=ESS/(n-k)}. Следовательно, статистика Вальда тогда имеет вид:
{\displaystyle W=(A{\hat {b}}-a)^{T}(A(X^{T}X)^{-1}A^{T})^{-1}(A{\hat {b}}-a)/s^{2}}
В частном случае, когда матрица ограничений единичная (то есть проверяются равенства коэффициентов некоторым значениям), то формула упрощается:
{\displaystyle W=({\hat {b}}-a)^{T}(X^{T}X)({\hat {b}}-a)/s^{2}}
Если рассматривается только одно линейное ограничение {\displaystyle c^{T}b=a}, то статистика Вальда будет равна
{\displaystyle W=(c^{T}b-a)^{2}/(s^{2}c^{T}(X^{T}X)^{-1}c)}
В данном случае статистика Вальда оказывается равной квадрату {\displaystyle t}-статистики.
Можно показать, что статистика Вальда для классической линейной модели выражается через суммы квадратов остатков длинной и короткой моделей следующим образом
{\displaystyle W={\frac {ESS_{S}-ESS_{L}}{ESS_{L}/n}}},
где индекс {\displaystyle L} относится к длинной модели (long), а {\displaystyle S} — к короткой (short). Если используется несмещённая оценка дисперсии ошибок, то в формуле вместо {\displaystyle n} необходимо использовать {\displaystyle (n-k)}.
В частности, для проверки значимости регрессии в целом {\displaystyle ESS_{S}=TSS}, поэтому получаем следующую формулу для статистики Вальда
{\displaystyle W={\frac {TSS-ESS}{ESS/n}}=n{\frac {1-ESS/TSS}{ESS/TSS}}={\frac {nR^{2}}{1-R^{2}}}}
где {\displaystyle R^{2}} — коэффициент детерминации.

## Взаимосвязь с другими тестами
Доказано, что тест Вальда (W), тест отношения правдоподобия (LR) и тест множителей Лагранжа (LM) — асимптотически эквивалентные тесты ({\displaystyle LM=LR=W}). Тем не менее для конечных выборок значения статистик не совпадают. Для линейных ограничений доказано неравенство {\displaystyle LM\leqslant LR\leqslant W}. Тем самым тест Вальда будет чаще других тестов отвергать нулевую гипотезу об ограничениях. В случае нелинейных ограничений первая часть неравенства выполняется, а вторая — вообще говоря, нет.
Вместо теста Вальда можно использовать F-тест, статистика которого рассчитывается по формуле:
{\displaystyle F={\frac {n-k}{q}}W/n}
или ещё проще {\displaystyle F=W/q}, если при расчёте статистики Вальда использовалась несмещённая оценка дисперсии. Эта статистика имеет в общем случае асимптотическое распределение Фишера {\displaystyle F(q,n-k)}. В случае нормального распределения данных — то и на конечных выборках.